# Ties (voornaam)
Ties is een voornaam die voor jongens wordt gebruikt. De herkomst is niet geheel duidelijk, maar de naam is waarschijnlijk een verkorting van Matthias; ook kan de naam een Germaanse achtergrond hebben als verkorte vorm van namen die met thiad- of thid- beginnen.
De naam werd in Nederland vooral vanaf eind 20e eeuw populair.

## Bekende naamdragers
- Ties Evers, Nederlands voetballer
- Ties Kruize, Nederlands hockeyspeler
- Ties Mellema, Nederlands saxofonist
- Ties Theeuwkens, Nederlands basketballer